# Сесенайм
Сесена́йм (фр. Sessenheim) — коммуна на северо-востоке Франции в регионе Гранд-Эст (бывший Эльзас — Шампань — Арденны — Лотарингия), департамент Нижний Рейн, округ Агно-Висамбур, кантон Бишвиллер. До марта 2015 года коммуна в составе кантона Бишвиллер административно входила в округ Агно.
Площадь коммуны — 9,18 км², население — 2023 человека (2006) с выраженной тенденцией к росту: 2201 человек (2013), плотность населения — 239,8 чел/км².

## Население
Население коммуны в 2011 году составляло 2177 человек, в 2012 году — 2190 человек, а в 2013-м — 2201 человек.
| 1962 | 1968 | 1975 | 1982 | 1990 | 1999 | 2006 | 2008 | 2011 | 2012 | 2013 |
| ---- | ---- | ---- | ---- | ---- | ---- | ---- | ---- | ---- | ---- | ---- |
| 1213 | 1301 | 1482 | 1530 | 1542 | 1783 | 2023 | 2054 | 2177 | 2190 | 2201 |

Динамика населения:

## Экономика
В 2010 году из 1445 человек трудоспособного возраста (от 15 до 64 лет) 1134 были экономически активными, 311 — неактивными (показатель активности 78,5 %, в 1999 году — 74,6 %). Из 1134 активных трудоспособных жителей работали 1044 человека (555 мужчин и 489 женщин), 90 числились безработными (40 мужчин и 50 женщин). Среди 311 трудоспособных неактивных граждан 91 были учениками либо студентами, 114 — пенсионерами, а ещё 106 — были неактивны в силу других причин.

## Достопримечательности (фотогалерея)
- Церковь
- Портик
- Интерьер
- Деталь потолка
- Иконостас
- Орган
- Протестантская церковь
- Ворота церкви
- Музей
- Здание мэрии